# Győző Veres

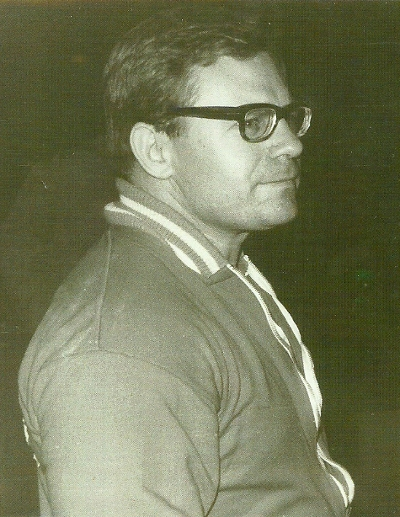
Győző Veres (um 1980)

Győző Veres [ˈɟøːzøː ˈvɛrɛʃ] (* 13. Juni 1936 in Berekböszörmény; † 1. Februar 2011 in Melbourne, Victoria) war ein ungarischer Gewichtheber.

## Leben
Győző Veres aus Tatabánya begann mit 18 Jahren mit dem Gewichtheben. Nach konsequentem Aufbau und hartem Training gelangen dem talentierten Sportler 1956 erste Erfolge auf nationaler Ebene. Bis 1960 entwickelte er sich weiter und gewann erstmals bei einer internationalen Meisterschaft eine Medaille. Győző Veres war ein sehr eigenständiger Kopf, der nicht alles hinnahm, was ihm von den ungarischen Trainern und Funktionären abverlangt wurde. So entwickelte er ein eigenes Trainingssystem, mit damals revolutionärem sechsmaligem Training in der Woche. Die Folge war, dass Veres mehrmals im Zuge seiner Laufbahn vom ungarischen Verband gesperrt wurde und danach immer wieder von neuem anfangen musste. Diese Auseinandersetzungen haben ihm wahrscheinlich auch den Olympiasieg 1964 oder 1968 gekostet. In der Gewichthebergeschichte an vorderster Stelle steht sein packendes Duell um den Weltmeistertitel gegen den sowjetischen Sportler Wladimir Beljajew 1966 in Berlin. Er verlor gegen diesen bei gleicher Leistung nur durch das etwas höhere Körpergewicht. Sein größter Sieg war ohne Zweifel der bei der WM 1963 in Stockholm über den großen Rudolf Plukfelder aus der UdSSR mit 10 kg Vorsprung im olympischen Dreikampf.
Ab 1974 lebte Veres in Australien.

## Internationale Erfolge
(OS = Olympische Spiele, WM = Weltmeisterschaft, EM = Europameisterschaft, Mi = Mittelgewicht, Ls = Leichtschwergewicht, Ms = Mittelschwergewicht)
- 1957: 5. Platz, EM in Kattowitz, Mi, mit 362,5 (112,5, 110,0, 140,0), hinter Mustafa Jagly-Ogly, UdSSR, 400,0 (115,0, 125,0, 160,0) kg, Marcel Paterni, Frankreich, 390,0 (127,5, 112,5, 150,0), Jan Bochenek, Polen, 380,0 (122,5, 107,5, 150,0) kg, u. vor Géza Tóth, Ungarn, 370,0 (115,0, 110,0, 145,0) kg;
- 1958: 6. Platz, WM + EM in Stockholm, Mi, mit 375,0 kg, EM-Wertung: 5. Platz; Sieger: Thomas Kono, USA 430 kg, Fjodor Bogdanowski, UdSSR 422,5, Marcel Paterni, Frankreich, 395 kg; u. Ermanno Pignatti, Italien, 382,5
- 1959: 4. Platz, WM + EM in Warschau, Mi, mit 390,0, EM-Wertung: 3. Platz; Sieger: Thomas Kono, USA, 425 kg, Fjodor Bogdanowski, UdSSR, 417,5 und Bochenek, 392,5 kg
- 1960: 2. Platz, EM in Mailand, Mi, mit 397,5 kg, hinter Alexander Kurynow, UdSSR, 420 kg u. vor Jan Bochenek, Polen, 385 kg;
- 1960: Bronzemedaille, OS in Rom, Mi, mit 405 kg, hinter Kurynow, 437,5 kg u. Thomas Kono, USA, 427,5 kg;
- 1961: 2. Platz, Großer Preis der UdSSR in Moskau, Mi, mit 415 kg, hinter Kurynow, 440 kg u. vor Chomtschenko, 405 kg;
- 1961: 2. Platz, WM + EM in Wien, Mi, mit 420 kg, hinter Kurynow, 435 kg u. vor Marcel Paterni, Frankreich, 405 kg;
- 1962: 1. Platz, Donaupokal, Ls, mit 450 kg, vor Tiberiu Roman, Rumänien, 380 kg u. Petrak, ČSSR, 365 kg;
- 1962: 1. Platz, WM + EM in Budapest, Ls, mit 460 kg, vor Kono, 455 kg u. Géza Tóth, Ungarn, 442,5 kg;
- 1963: 1. Platz, Donaupokal, Ms, mit 472,5 kg, vor Peter Tatschew, Bulgarien, 435 kg u. Lazăr Baroga, Rumänien, 425 kg;
- 1963: 1. Platz, WM + EM in Stockholm, Ls, mit 477,5 kg, vor Rudolf Plukfelder, UdSSR, 467,5 kg u. Géza Tóth, 450 kg;
- 1964: Bronzemedaille, OS in Tokio, Ls, mit 467,5 kg, hinter Plukfelder, 475 kg u. Géza Tóth, 467,5 kg;
- 1966: 2. Platz, WM + EM in Berlin, Ls, mit 485 kg, hinter Wladimir Beljajew, UdSSR, 485 kg u. vor Hans Zdražila, ČSSR, 465 kg;
- 1968: 4. Platz, OS in Mexiko-Stadt, Ls, mit 472,5 kg, hinter Boris Selizki, UdSSR, 485 kg, Beljajew, 485 kg u. Norbert Ozimek, Polen, 472,5 kg;
- 1972: 2. Platz, Donaupokal in Budapest, Ms, mit 472,5 kg, hinter Andon Nikolow, Bulgarien, 500 kg u. vor Ország, ČSSR, 472,5 kg.

## Weltrekorde
im Drücken:
- 143 kg: 1961 in Budapest, Mi,
- 146 kg: 1961 in Budapest, Mi,
- 155,5 kg: 1962 in Budapest, Ls,
- 157,5 kg: 1962 in Budapest, Ls,
- 160 kg: 1963 in Budapest, Ls,
- 160,5 kg: 1966 in Szombathely, Ls.

im Stoßen:
- 180,5 kg: 1962 in Budapest, Ls,
- 184,5 kg: 1963 in Budapest, Ls,
- 185 kg: 1963 in Stockholm, Ls,
- 187 kg: 1963 in Szombathely, Ls,
- 190 kg: 1966 in Berlin, Ls.

im olympischen Dreikampf:
- 465 kg: 1962 in Budapest, Ls,
- 470 kg. 1963 in Szombathely, Ls,
- 477,5 kg: 1963 in Budapest, Ls,
- 485 kg: 1966 in Berlin, Ls.